# 勃艮第-弗朗什-孔泰大学
勃艮第-弗朗什-孔泰大学（法語：Université Bourgogne - Franche-Comté）是法国勃艮第-弗朗什-孔泰大区的一个大学与院校共同体。

## 历史
勃艮第大学和弗朗什-孔泰大学2007年开始接触并签署了合作协议。2010年，两所学校合并成为勃艮第-弗朗什-孔泰联邦大学。2015年学校改制为大学与院校共同体。

## 创始成员
- 勃艮第大学
- 弗朗什-孔泰大学
- 贝尔福-蒙贝利亚尔技术大学
- 国立高等机械与微技术学校
- 国立高等农学、食品、环境学院
- 勃艮第高商